# La Chapelle-Onzerain
La Chapelle-Onzerain település Franciaországban, Loiret megyében. Lakosainak száma 110 fő (2022. január 1.). La Chapelle-Onzerain Péronville, Tournoisis, Villamblain és Villeneuve-sur-Conie községekkel határos.

## Népesség
A település népességének változása:
| Lakosok száma | 83   | 73   | 77   | 106  | 118  | 122  | 124  | 115  | 111  | 110  |
|               | 1968 | 1982 | 1990 | 2006 | 2013 | 2015 | 2017 | 2019 | 2020 | 2022 |